# قرار مجلس الأمن التابع للأمم المتحدة رقم 314
قرار مجلس الأمن التابع للأمم المتحدة رقم 314، المعتمد في 28 فبراير 1972، بشأن عدم التزام بعض الدول بالقرار 253، قرر المجلس أن العقوبات المفروضة على روديسيا الجنوبية المنصوص عليها في القرار 253 ستبقى سارية بالكامل. كما حث جميع الدول على تنفيذ القرار 253 بالكامل، وأعلن أن أي تشريع تم تمريره أو أي إجراء اتخذته أي دولة بهدف السماح باستيراد أي سلعة من جنوب روديسيا تقع في نطاق القرار 253 (تم ذكر خام الكروم على وجه التحديد) من شأنه أن يقوض العقوبات وتكون مخالفة لالتزامات الدولة بموجب ميثاق الأمم المتحدة.
ووجه المجلس انتباه جميع الدول إلى ضرورة زيادة اليقظة في تنفيذ الأحكام وطلب من اللجنة المنشأة في القرار 253 الاجتماع وتقديم تقرير في موعد أقصاه 15 نيسان / أبريل يوصي بالسبل والوسائل التي يمكن بها ضمان تنفيذ الجزاءات وطلب من الأمين العام تقديم كل المساعدة المناسبة للجنة.
اعتمد القرار بأغلبية 13 صوتاً، مع امتناع عضوين عن التصويت من المملكة المتحدة والولايات المتحدة.